# Влакно
Влакно е естествено или изкуствено вещество, което е значително по-дълго, отколкото е широко. Влакната се използват често при производството на други материали. Най-здравите инженерни материали често включват влакна, например въглеродни влакна.
Изкуствените влакна често се произвеждат евтино и в големи количества, в сравнение с естествените влакна, но за текстили естествените влакна могат да имат някои предимства, като например комфорт.

## Естествени влакна
Естествените влакна се развиват в тази форма и включват тези, произвеждани от растения, животни и геологични процеси. Те могат да се класифицират според произхода им:
- Зеленчукови влакна, които като цяло са базирани на подреждането на целулозата, често с лигнин. Примери: памук, коноп, юта, рамия, сизал. Този вид влакна се използват при производството на хартия и текстили, а фибрите (баластни вещества) са важна съставка за човешкото хранене.
- Дървесни влакна, чийто източник са дърветата. Например Lagetta lagetto.
- Животински влакна, които са съставени главно от протеини. Примери: коприна, паяжина, сухожилие, морска коприна, вълна.
- Минерални влакна, включващи групата на азбеста.[2] Това е единственият естествен минерал на влакна. Всички амфиболи плюс хризотила се считат за азбестови минерали.
- Биологичните влакна са по-познати като фибриларен белтък и са съставени основно от биологически значими протеини. Такива влакна са колагенът, микротубулата, мускулите, косата и други.

## Изкуствени влакна
Влакната, създадени от човека, имат значително променени химичен състав, структура и свойства по време на производствения процес. Това са или регенерирани естествени влакна, или изкуствени (синтетични) влакна.

### Полуизкуствени влакна
Полуизкуствените влакна се правят от суровини с естествено дълго полимерна верига и само се модифицират и частично разграждат от химични процеси, за разлика от напълно изкуствените влакна като найлон или полиетилентерефталат, които се синтезират от съединения чрез полимеризационни реакции. Най-ранното полуизкуствено влакно е създадено на основа на целулоза – вискозно влакно (рейон). Повечето полуизкуствени влакна се получават от целулоза.

### Изкуствени влакна
Изкуствени влакна се правят изцяло от изкуствени вещества като петролни дестилати, за разлика от полу-изкуствените, които се извеждат от естествени вещества като целулоза или протеини.
Класификацията на влакната в подсилените пластмаси се разделя на два класа: къси влакна (или прекъснати влакна) с общо съотношение (дължина към диаметър) между 20 и 60 и дълги влакна (непрекъснати влакна), при които съотношението е между 200 и 500.
Метални влакна могат да бъдат изтегляни от ковки метали като мед, злато или сребро или да бъдат пресовани от по-крехки метали като никел, алуминий или желязо. Въглеродните влакна често са базирани на оксидирани и карбонизирани чрез пиролиза полимери като полиакрилонитрил, но крайният продукт е почти напълно чист въглерод. При влакната от силициев карбид основните полимери не се въглеводороди, а полимери с 50% от въглеродните атоми заместени от силициеви. Пиролизата дава аморфен силициев карбид, включващ и други елементи като кислород, титан или алуминий, но с механични свойства, които са много сходни с тези на въглеродните влакна. Стъкленото влакно, направено от определено стъкло, и оптичното влакно, направено от пречистен природен кварц, също са изкуствени влакна, които се изработват от естествени суровини. Полимерните влакна са подклас, който се базира на синтетични химикали, често с петролен произход. Микрофибрите се използват в текстилите и за филтриране.
Много късите или неправилни влакна се наричат фибрили (влакънца). Естествената целулоза има малки фибрили, които излизат от основната влакнеста структура.
Повечето изкуствени влакна се правят с кръгло напречно сечение, но специални дизайни могат да имат куха, овална, звездообразна или трилобална форма. Последният дизайн предоставят по-добри свойства за оптическо отразяване.